# 3D Construction Kit
3D Construction Kit (Intitulé Virtual Reality Studio aux États-Unis, au Canada et en Israël), aussi connu sous le nom de 3D Virtual Studio, est un utilitaire pour la création d'univers 3D basé sur le moteur Freescape (en). Développé par Incentive Software (en) et publié par Domark, il est sorti en 1991 sur de multiples plates-formes. 3D Construction Kit a reçu un excellent accueil de la critique et a été noté 9/10 dans les tests de plusieurs magazines vidéoludiques populaires de l'époque. Le logiciel fut initialement vendu au prix de 24,99 livres sterling au Royaume-Uni. Une suite, nommée 3D Construction Kit II (en), sortit en 1992.

## Fonctionnalités
Auparavant Incentive Software avait sorti des jeux utilisant le moteur Freescape. Mais avec 3D Construction Kit, la société porta le concept à un tout autre niveau, offrant aux utilisateurs la possibilité de créer leurs propres mondes et jeux. Dans 3D Construction Kit, l'interaction avec l'environnement se résume habituellement à un curseur contrôlé au clavier, offrant la possibilité d'interagir avec les objets proches.  
Le logiciel dispose d'une interface graphique permettant aux utilisateurs de créer et manipuler les objets dans un environnement 3D. Des primitives, telles que des cubes ou des pyramides, peuvent être facilement créées et éditées pour être mises à l'échelle et placées dans le monde en 3D. Des couleurs peuvent être sélectionnées pour les éléments individuels. Cela rend les mondes, dans lesquels on peut se déplacer librement, plus variés et complexes. Le monde virtuel créé par l'utilisateur est divisé en zones. Ainsi la puissance de calcul requise pour restituer les objets est réduite. Les zones peuvent être aussi grandes que la mémoire le permet.
Des animations peuvent également être attribuées aux primitives, en affectant des attributs aux objets. Cela permet d'obtenir facilement des effets d'animation simples à élaborés.  
Pour faire des jeux plutôt que des mondes, 3D Construction Kit autorise également l'ajout de conditions, par le biais du très simple langage de commande Freescape (FCL : Freescape Command Language). Des senseurs, des animations et une interactivité avec les objets peuvent être ajoutés avec une relative facilité. Les joueurs peuvent se mouvoir tout autour des mondes virtuels en marchant ou en volant. Des éléments tels que des senseurs de proximité déclenchant des événements, des ennemis faisant apparaître le joueur dans une autre zone du jeu lorsqu'on les touche, et la possibilité d'activer des interrupteurs pour ouvrir des portes, donnent vie aux mondes créés avec 3D Construction Kit et ajoutent un degré d'incertitude au gameplay.
L'interface du jeu est personnalisable en ajoutant, en arrière-plan de la fenêtre qui affiche le monde en 3D, une image IFF d'une résolution de 320x200 pixels en 16 couleurs. L'image en question pouvait être créée avec n'importe quel éditeur d'image matricielle. Les jeux incluant cette fonctionnalité pouvaient ainsi être rendus plus professionnels.

## Versions
3D Construction Kit sortit d'abord sur ZX Spectrum au début de l'année 1991. Plus tard, au cours de la même année, il fut adapté sur de nombreuses autres plateformes, y compris sur Acorn Archimedes, Amstrad CPC, Atari ST, ainsi que Commodore 64 et Commodore 128. Une version pour Amiga vit le jour le 1er juin 1991 et s'avéra relativement populaire parmi les utilisateurs. Les différentes versions du logiciel varièrent légèrement dans leur interface utilisateur, laquelle fut progressivement améliorée avec chaque sortie successive.
Les boîtes de 3D Construction Kit incluaient une cassette vidéo de 30 minutes, sur laquelle étaient enregistrés une introduction et un tutoriel présentés par Ian Andrew, le concepteur original du système Freescape.
Quand 3D Construction Kit est sorti, le vieillissant Commodore 64 manquait déjà de puissance pour faire tourner des jeux en 3D relativement complexes. Un framerate de 1 image par seconde n'était pas inhabituel durant l'utilisation de 3D Construction Kit sur le vieux système 8 bits.
Les éditions de 3D Construction Kit sont disponibles en cinq langues : anglais, allemand, français, espagnol et italien.

### Freescape Command Language
3D Construction Kit fait appel au Freescape Command Language (FCL). Cela permet à des fonctions d'être exécutées lorsque certaines conditions se réalisent dans l'environnement Freescape. Sur les versions 16 bits, ces commandes peuvent être utilisées dans n'importe lequel des trois endroits suivants :
- Conditions d'Objet : exécutées lorsqu'un type d'interaction avec l'objet spécifié se produit.
- Conditions de Zone : exécutées à chaque image pendant tout le temps où le point de vue se trouve dans les limites d'une zone spécifiée.
- Conditions générales : exécutées à chaque image, peu importe la position du point de vue.

Les versions 8 bits ne permettent pas la création de conditions d'objet, mais introduisent les procédures : des conditions qui peuvent être exécutées à partir des conditions générales ou de zone mais ne sont autrement pas déclenchées par le moteur du jeu.
Bien que les versions 8 et 16 bits du langage soient similaires, elles ne sont pas interchangeables.

### Son
Le 3D Construction Kit 16 bits dispose d'une banque sonore standard. Les sons 0 à 6 sont prédéfinis. Il s'agit de « 00 Laser out », « 01 Shooter », « 02 Bump », « 03 Explosion », « 04 Ping », « 05 Smash » et « 06 Clang ». L'utilisateur peut ajouter jusqu'à 26 autres sons de son choix.
La version 8 bits propose une banque sonore de 12 sons prédéfinis.